# Musée indien
Le Musée indien (anglais : Indian Museum, bengali : ভারতীয় জাদুঘর ; bhārôtīẏ jādughôr) est un musée multidisciplinaire de Kolkata. Fondé en 1814 par le botaniste danois Nathaniel Wallich, le Musée indien est l'un des plus anciens musées au monde et le premier grand musée d'Asie-Pacifique en termes d'étendue de sa collection
De 1814 à 1878, le musée était hébergé dans les locaux de l'Asiatic Society à Calcutta. En 1878 il fut transféré dans un nouveau bâtiment construit sur Chowringhee Road - l'artère principale de Calcutta - et spécialement conçu pour recevoir ses collections. Il y avait également une catégorie dédiée aux traditions orientales de la ruralité. Ses 60 galeries sont rassemblées en six sections : Art, Archéologie, Anthropologie, Géologie, Zoologie et Botanique. Dans ses collections d'art on peut voir des peintures mogholes, des momies égyptiennes, le stûpa bouddhiste de Bharhut, des cendres du Bouddha, le pilier d'Ashoka, des fossiles d'animaux préhistoriques, diverses antiquités ainsi qu'une collection de météorites.
Le musée dépend du gouvernement central de l'Inde. Le ticket d'entrée au musée est à faible coût pour les indiens tandis que le prix est 25 fois plus élevé pour les étrangers.

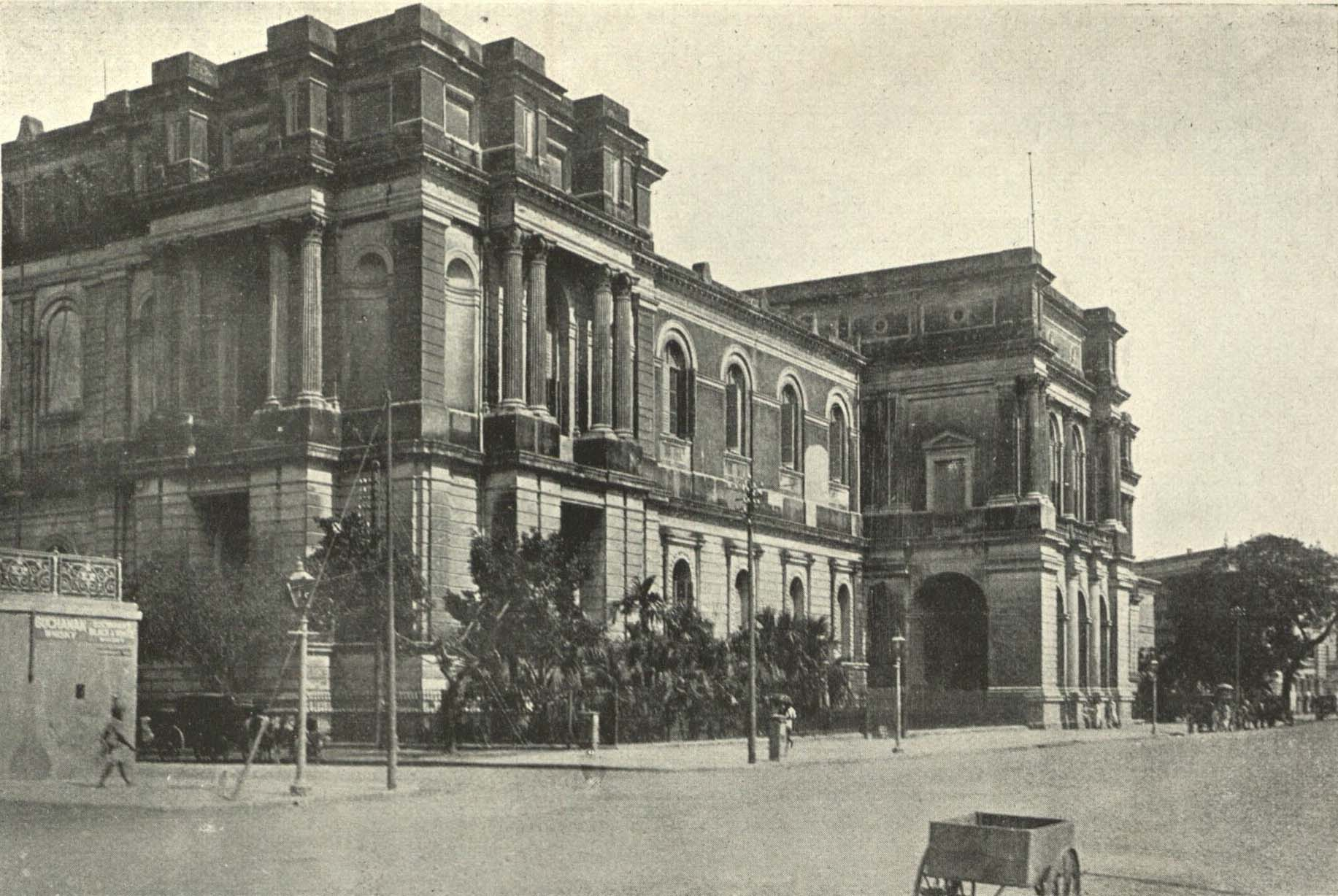
Le musée indien en 1905 (Chowringhee road)

## Liens externes

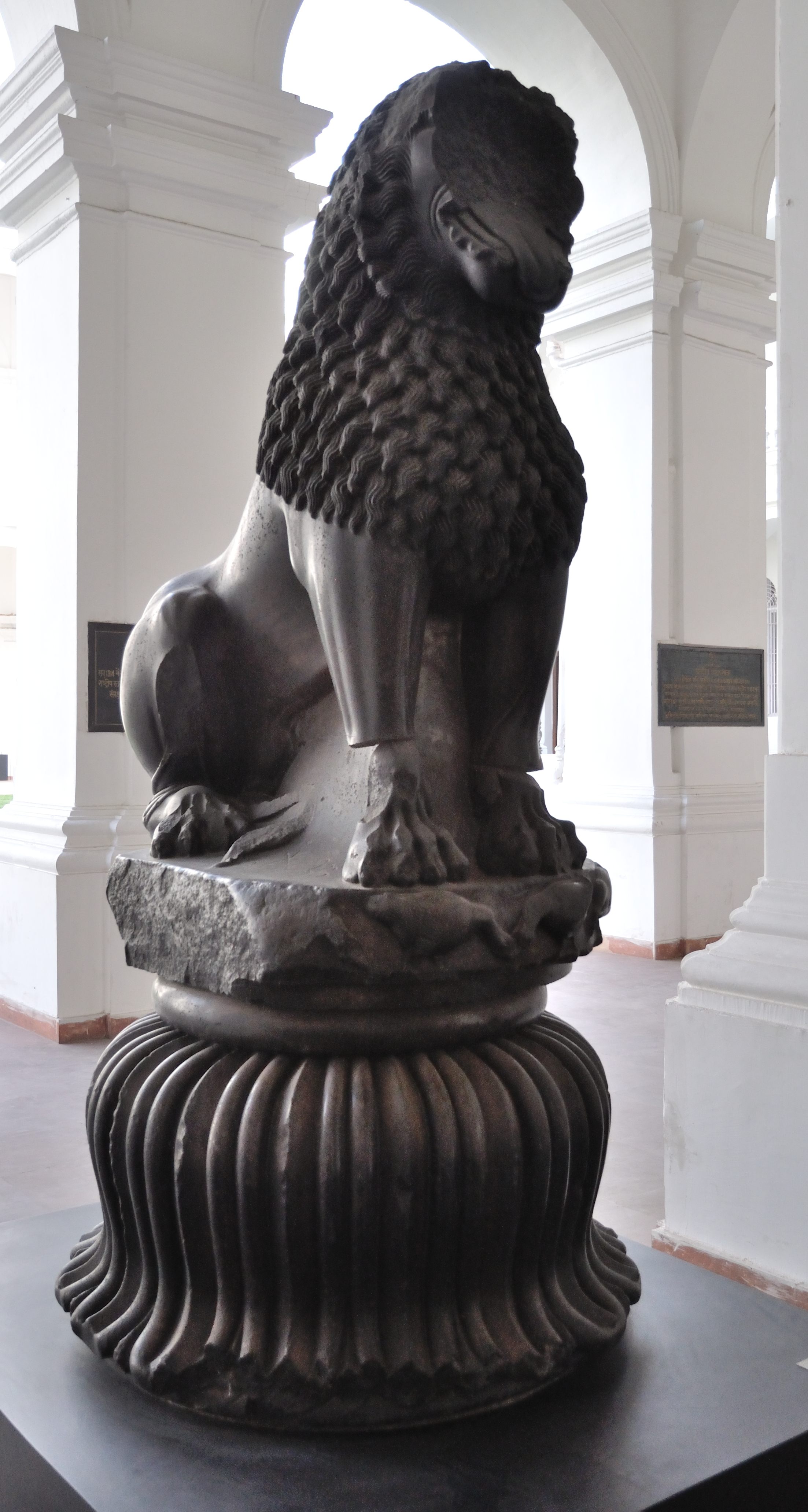
Chapiteau au lion du pilier d'Ashoka de Rampurva, en grès, circa